# Date Yoshimura
Date Yoshimura est un nom japonais traditionnel ; le nom de famille (ou le nom d'école), Date, précède donc le prénom (ou le nom d'artiste).
Date Yoshimura (伊達 吉村, 23 juillet 1680-8 février 1752) est un daimyo (seigneur féodal) du XVIIIe siècle, de 1703 à 1743. Il devient daimyo à l'âge de 23 ans en 1703 et se retire en 1743 à l'âge de 63 ans.

## Source de la traduction
- (en) Cet article est partiellement ou en totalité issu de l’article de Wikipédia en anglais intitulé « Date Yoshimura » (voir la liste des auteurs).